# Galaxie spirale barrée
Pour les articles homonymes, voir Spirale (homonymie).

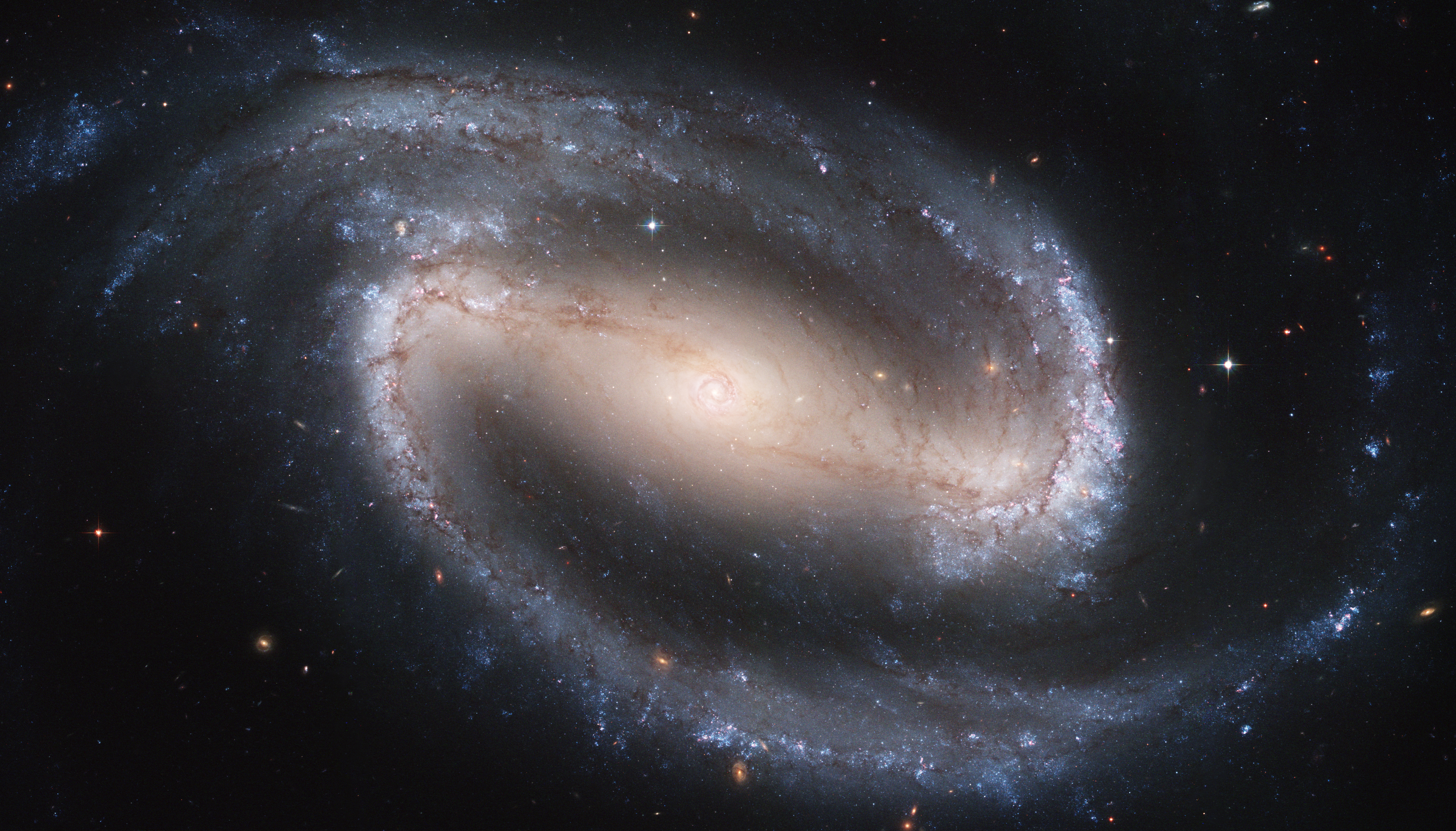
NGC 1300, un bel exemple de galaxie spirale barrée. Image du télescope spatial Hubble.

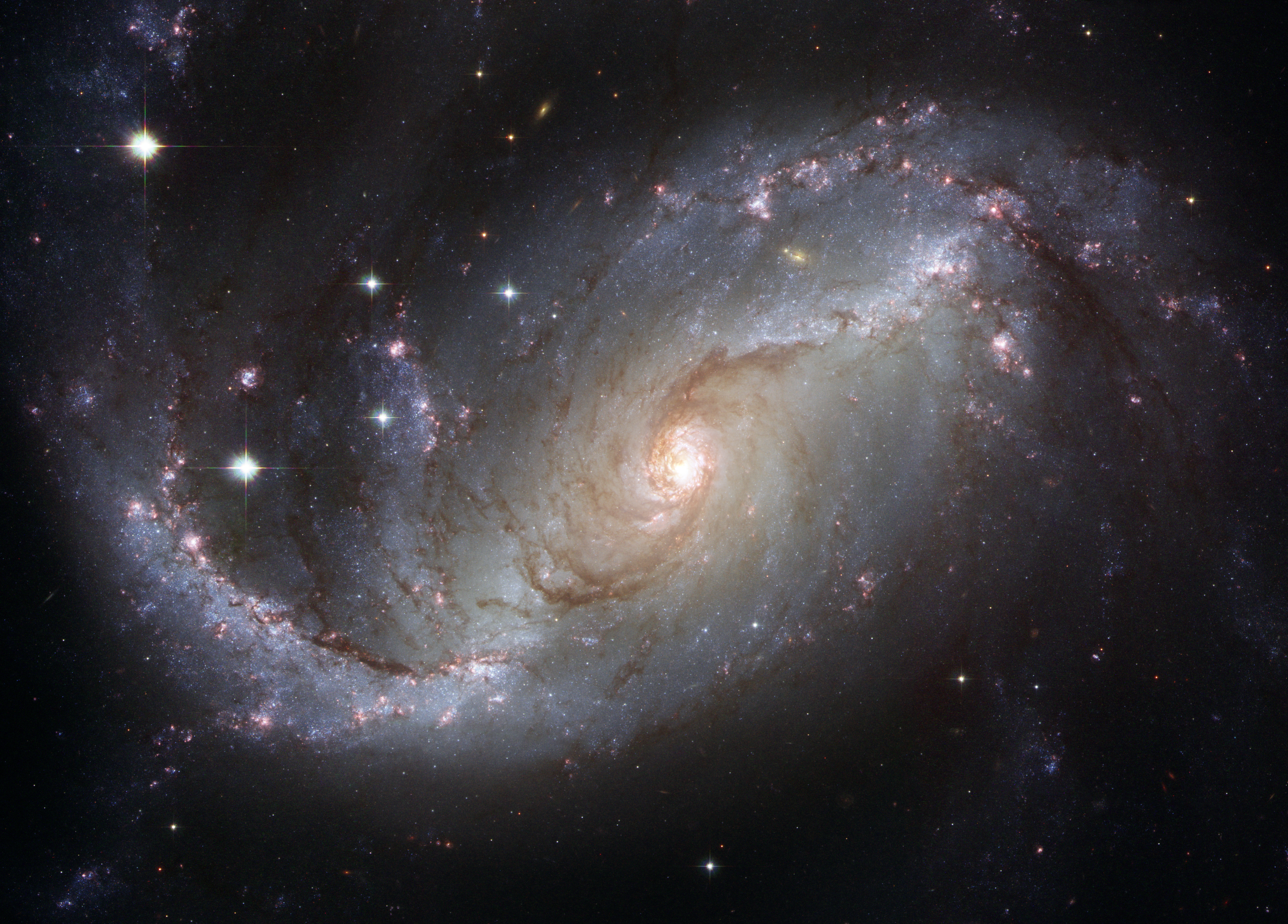
La galaxie NGC 1672.

Une galaxie spirale barrée est une galaxie spirale dont les bras spiraux n’émergent pas du centre de la galaxie, mais d’une bande d’étoiles traversant ce centre.
Les bras spiraux semblent émerger des bouts de la barre de ces galaxies, tandis qu’elles paraissent émerger directement du noyau d’une galaxie spirale ordinaire.
Edwin Hubble classifia ces types de galaxies spirales comme SB (« spirale barrée ») dans sa séquence de Hubble. Il les a répertoriées en trois sous-catégories, elles-mêmes basées sur la forme et la manière dont se disposent les bras de la spirale.
Les types SBa présentent des bras étroitement liés entre eux. À l’inverse, les types SBc présentent des bras très peu liés donc très détachés. Enfin, les types SBb se situent entre les deux. 

Un quatrième type, SBm, est ensuite créé pour décrire les spirales barrées irrégulières, comme celles des Nuages de Magellan, qui furent autrefois classées comme galaxies irrégulières.
Les observations faites par les radiotélescopes ont suggéré pendant des années que notre galaxie la Voie lactée était une galaxie spirale barrée : en 2005, les observations du télescope spatial Spitzer dans les régions infrarouges du spectre ont fourni des éléments plus précis qui le confirment.

## Les barres
Les galaxies spirales barrées sont relativement nombreuses. Des études ont démontré que deux galaxies spirales sur trois contiennent une barre. Différentes hypothèses existent concernant ces barres.
L’hypothèse actuelle concernant ces barres dit que leur structure agit comme une sorte de « pouponnière stellaire », nourrissant de jeunes étoiles. On pense que la barre agit comme un mécanisme qui alimente en gaz les chaînes internes de la spirale à travers une résonance orbitale, en drainant le flux (de gaz) pour créer de nouvelles étoiles. Cette théorie explique pourquoi beaucoup de galaxies spirales barrées ont un noyau galactique actif, comme celui de la galaxie australe du Moulinet.
On pense que la création de la barre est le résultat d’une « vague de densité » radiant du centre de la galaxie et dont les effets reforment les orbites des étoiles internes. Cet effet implique qu’avec le temps, des étoiles orbitent plus à l’extérieur, ce qui agrandit la barre.
On pense aussi que les barres sont un phénomène temporaire dans la vie des galaxies spirales, la structure de la barre déclinant au fil du temps, transformant la galaxie spirale barrée en une galaxie spirale « régulière ». Au-delà d’une certaine taille, la masse accumulée dans la barre compromet la stabilité de la structure de la barre. Les galaxies spirales barrées avec une grande quantité d’énergie accumulée en leur centre ont tendance à avoir des barres petites et trapues. Comme beaucoup de galaxies spirales ont une structure de barre, cela semble un phénomène récurrent dans le développement des galaxies spirales.

## Exemples de galaxies spirales barrées

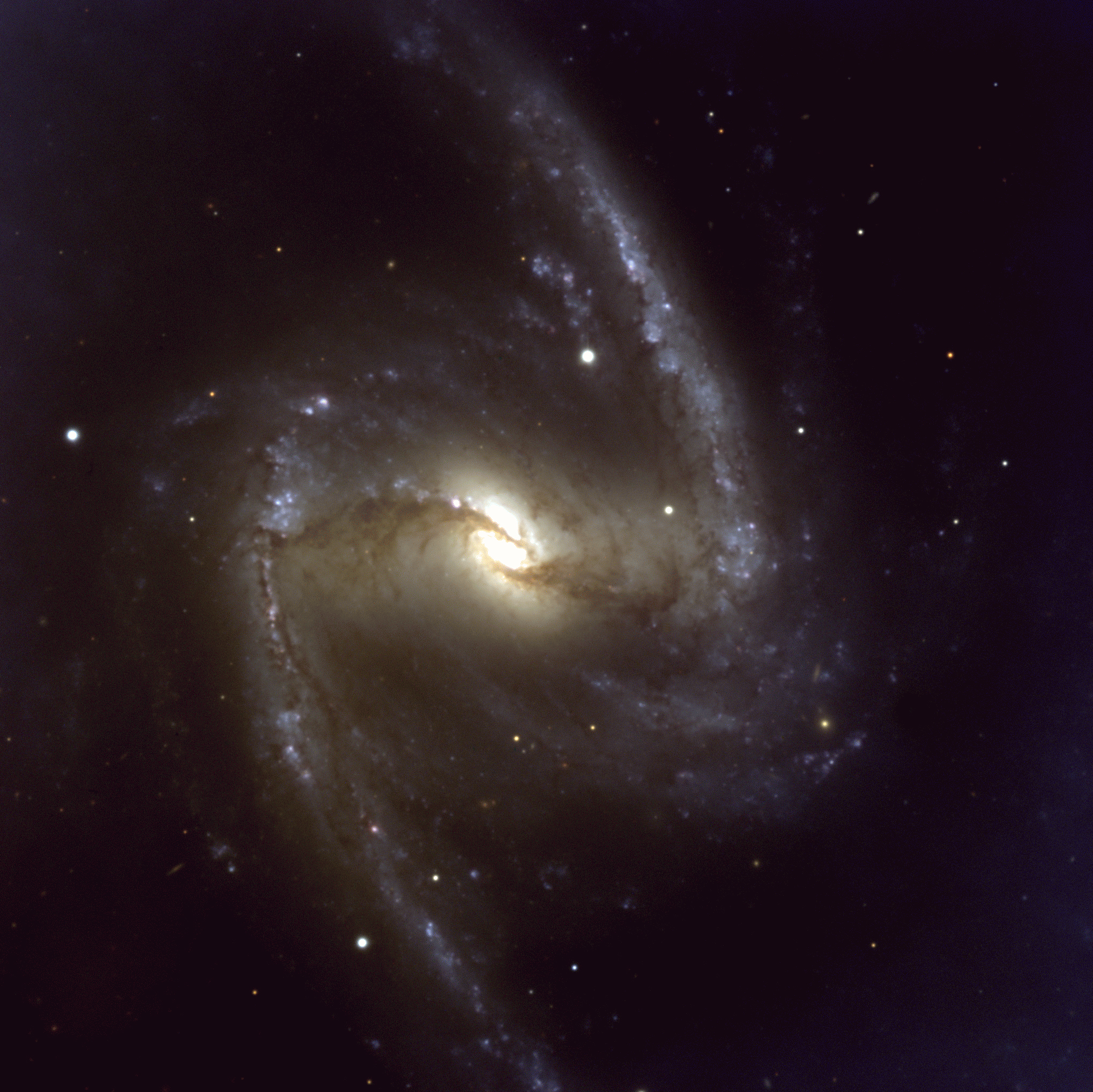
La galaxie NGC 1365.

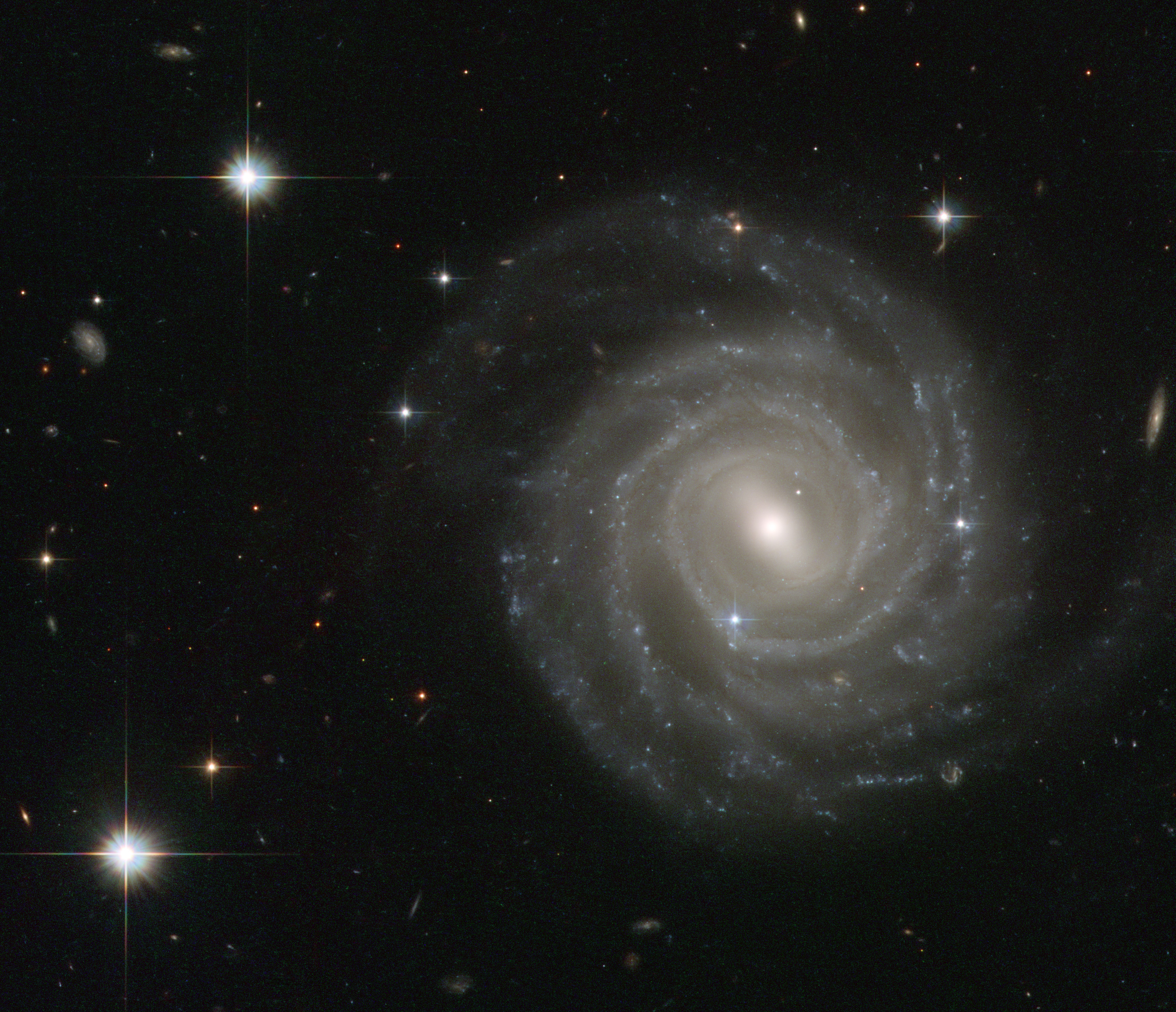
La galaxie UGC 12158.

Voici un tableau regroupant quelques galaxies spirales barrées :
| Nom         | Type | Constellation         |
| ----------- | ---- | --------------------- |
| Dwingeloo 1 | SBb  | Cassiopée             |
| M58         | SBc  | Vierge                |
| M91         | SBb  | Chevelure de Bérénice |
| M95         | SBb  | Lion                  |
| M109        | SBb  | Grande Ourse          |
| Voie lactée | SBbc | Sagittaire            |
| NGC 1300    | SBbc | Éridan                |
| NGC 1365    | SBc  | Fourneau              |